# Art Basel
Art Basel ist eine internationale Kunstmesse mit Veranstaltungen in Basel, Miami Beach, Hongkong, Paris und Doha, die von dem Veranstalter MCH Group betrieben wird. 2002 wurde die Messe mit der Art Basel in Miami Beach erstmals ausserhalb Europas veranstaltet, 2013 kam mit der Art Basel in Hongkong ein weiterer Standort im südlichen Ostasien hinzu. Jede Messe besteht aus den teilnehmenden Galerien, bestimmten Ausstellungsbereichen, Kunstwerken und einem Parallelprogramm, welches in Zusammenarbeit mit den lokalen Institutionen der jeweiligen Stadt gestaltet wird. Art Basel bietet Galerien eine Plattform, um Sammlern, Museumsdirektoren und Kuratoren ihre Arbeit zu zeigen und zu verkaufen.

## Geschichte

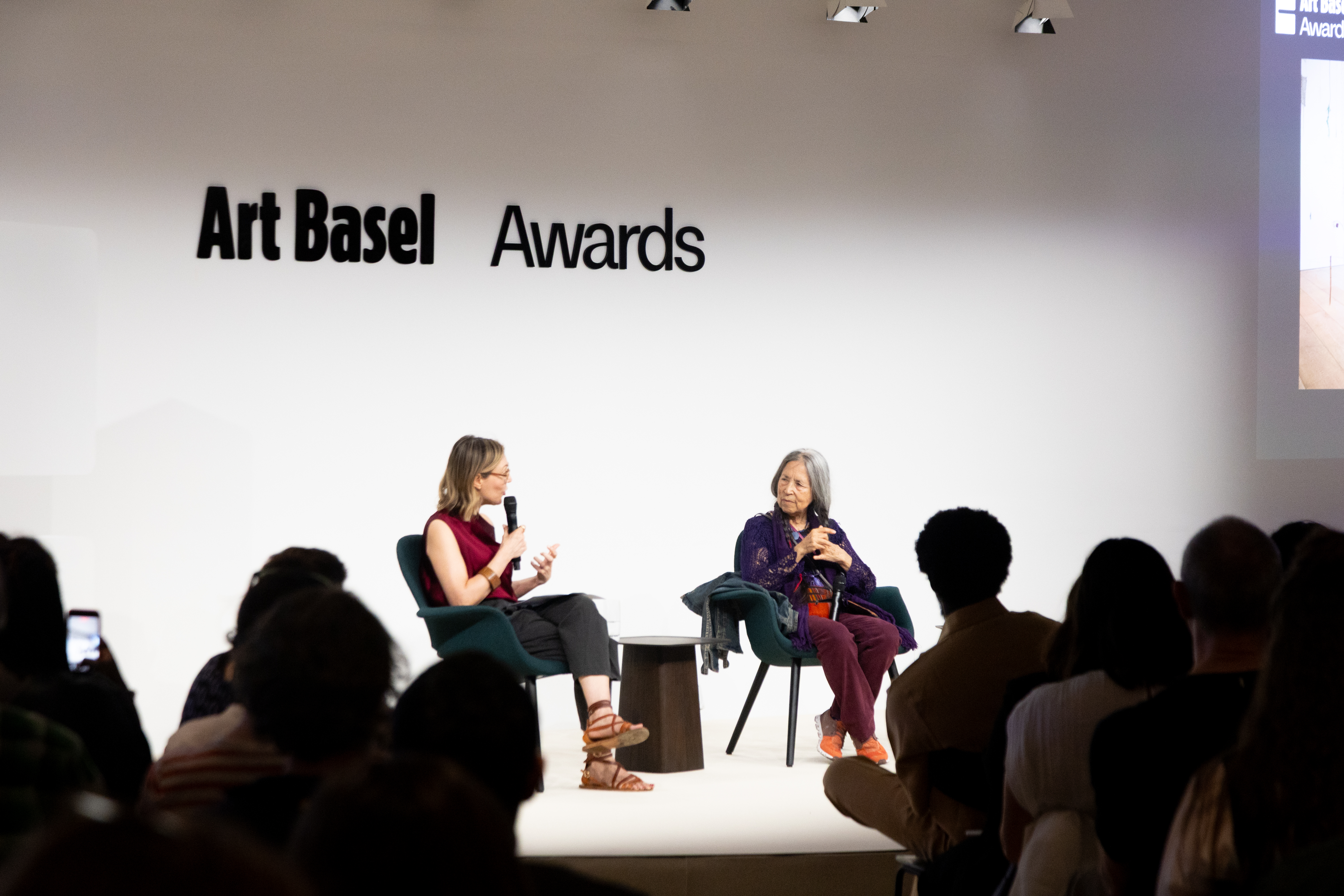
Elena Filipovic und Cecilia Vicuña an der Art Basel, 2025

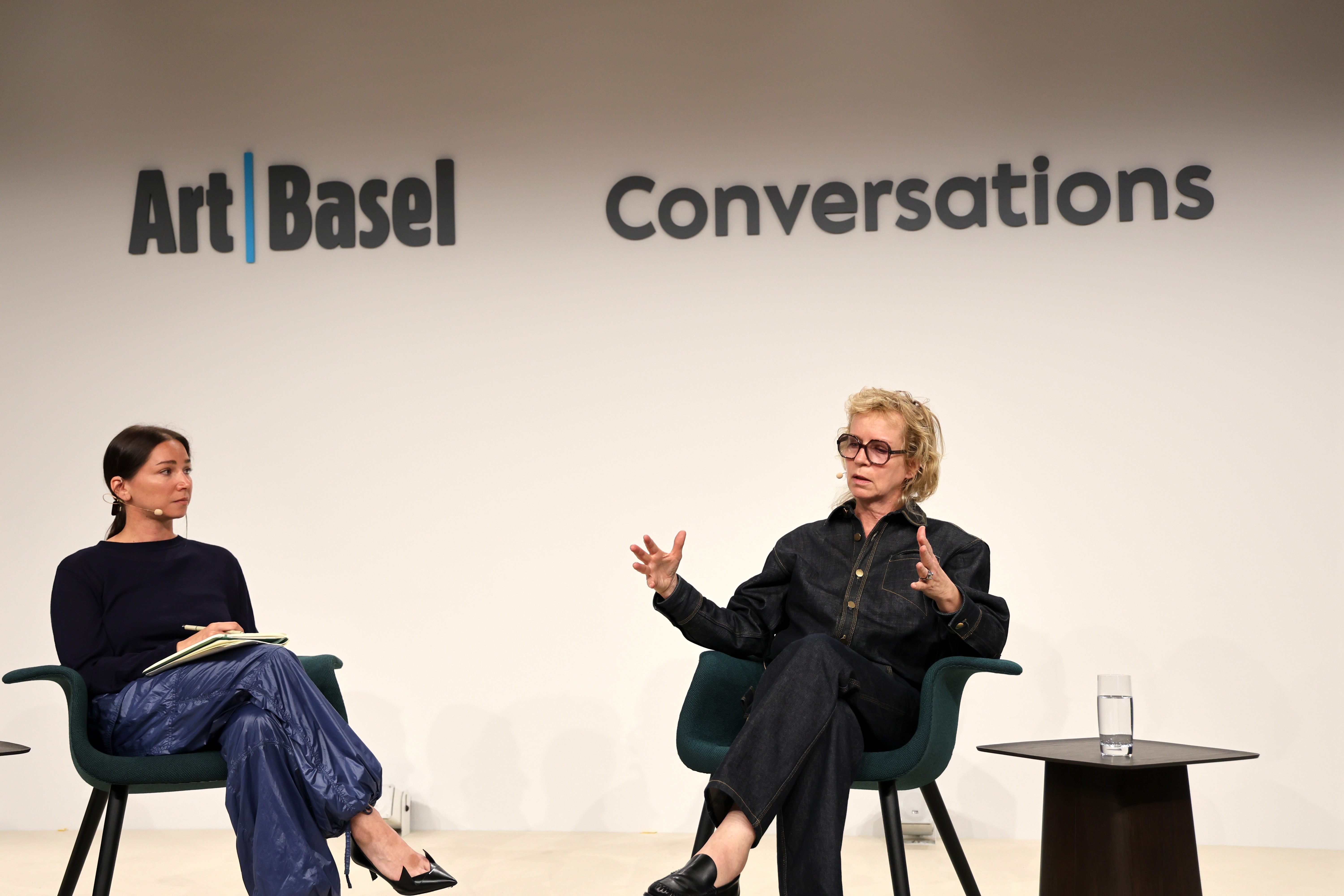
Natalia Grabowska und Katharina Grosse an der Art Basel, 2025

Die Idee, eine Kunstmesse in Basel zu veranstalten, wurde 1968 geboren. Die Initiative ging von den Galeristen und Kunsthändlern Trudl Bruckner, Balz Hilt, Hildy und Ernst Beyeler aus. An der ersten, vom 11. bis zum 16. Juni 1970 – in Basel – ausgerichteten Messe nahmen 90 Galeristen und 30 Verleger aus zehn Ländern teil, nach eigenen Angaben wurden 16'300 Besucher angezogen. 1975, fünf Jahre nach ihrer Gründung, erreichte die Art Basel eine Grösse von fast 300 Ausstellern. Die teilnehmenden Galerien kamen 2018 aus 21 Ländern, 37'000 Besucher besuchten die Show.
Seit 1994 ist die Schweizer Grossbank UBS der «führende Partner» (englisch «Lead Partner») der Art Basel in Basel. 1999 wurde die Partnerschaft auf den Sektor «Unlimited» (deutsch «unbegrenzt») und im Jahr 2001 auf die Art Basel in Miami Beach ausgedehnt. Aufgrund ihrer internationalen Bedeutung wurde die Art Basel im Jahr 2004 von der Londoner Zeitung The Daily Telegraph als «Olympiade der Kunstwelt» bezeichnet.
Das 40-jährige Jubiläum des Bestehens feierte die Art Basel vom 10. bis 14. Juni 2009. Im Jahr 2013 startet die Art Basel ihre erste Show in Hongkong.
Die Hälfte der teilnehmenden Galerien kommt aus Asien und dem asiatisch-pazifischen Raum. Die UBS wird auch Partner der Art Basel in Hongkong.
2014 lancierte Art Basel gemeinsam mit Kickstarter eine Crowdfunding-Initiative. Das Ziel ist, künstlerischen Projekten Sichtbarkeit zu schaffen und finanzielle Unterstützung zu generieren. Ebenfalls 2014 veröffentlichte Art Basel zusammen mit JRP Ringier «Art Basel Year 44» – das erste Buch, das alle drei Shows abdeckt. Im Jahr 2015 wurde die Auszeichnung BMW Art Journey von BMW und Art Basel gemeinsam gegründet, um vielversprechende Künstler des Sektors «Discoveries» (deutsch Entdeckungen) in Hongkong und des Sektors «Positions» (deutsch «Positionen») in Miami Beach auszuzeichnen.
Art Basel und die Schwestermesse Art Basel Miami Beach wurden im Jahr 2020 wegen der COVID-19-Pandemie zuerst von Juni auf September verschoben, jedoch am 6. Juni für das Jahr 2020 abgesagt. Ebenso wurde die Art Basel Hong Kong für das Jahr 2020 abgesagt.
Die Art Basel 2024 präsentiert 285 Galerien aus 40 Ländern. Werke von 4000 Künstlern aus fünf Kontinenten werden gezeigt, darunter Arbeiten von Joan Mitchell und Gerhard Richter.
Im Jahr 2025 zog die Art Basel 91'000 Besucher an.

## Auswahlprozess
Jede Art Basel Show verfügt über eine eigene Auswahlkommission (englisch «Selection Committee»), ein Gremium, bestehend aus internationalen Galeristen, das alle Bewerbungen prüft und die teilnehmenden Galerien aussucht. Jedes Jahr beginnt ein neuer Bewerbungsprozess, an dem jede Galerie erneut teilnehmen muss. Die Galeristen des Ausstellerbeirates haben diese Rolle meist für mehrere Jahre inne.

Impressionen
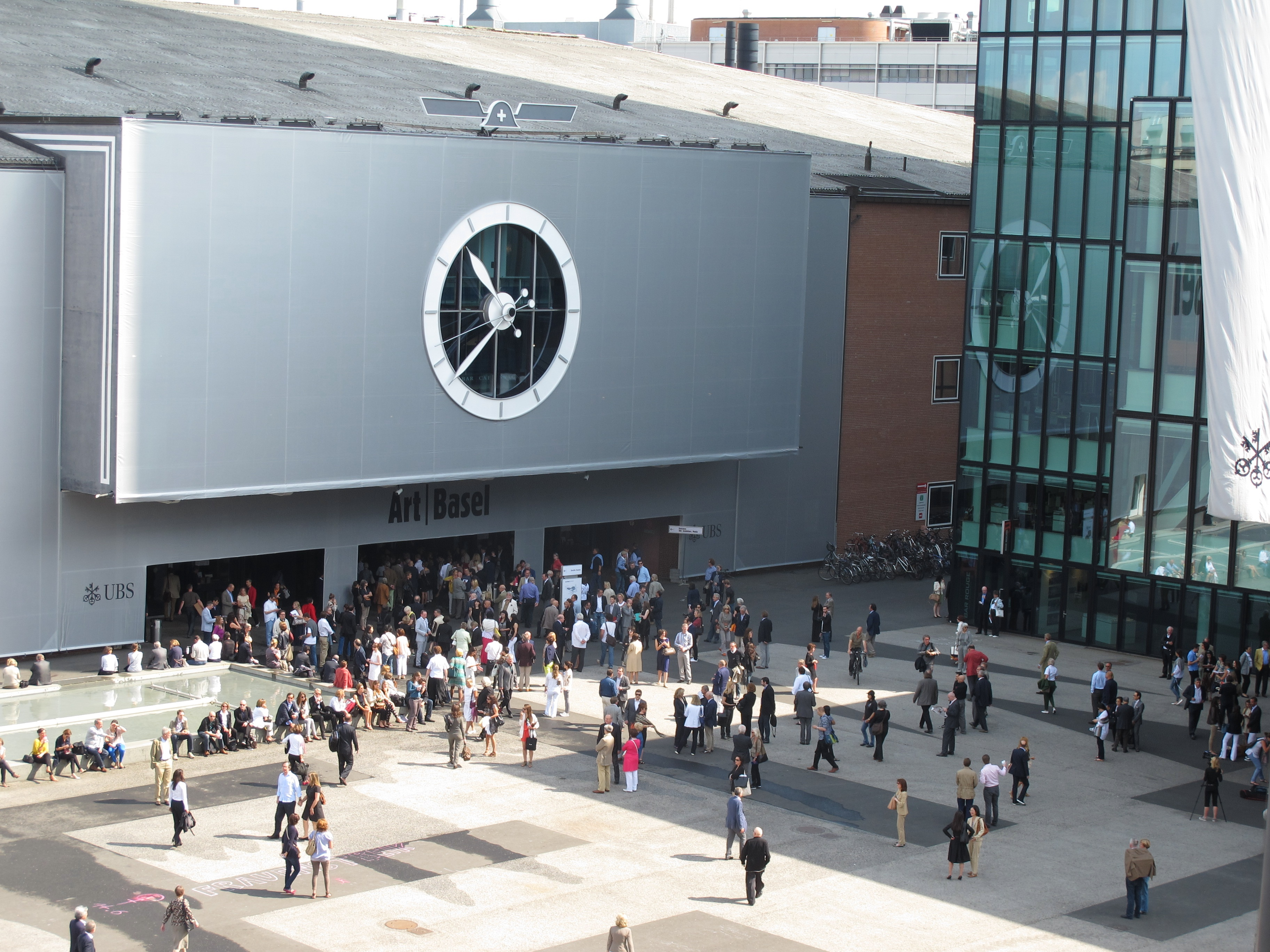
Art Basel (2011)
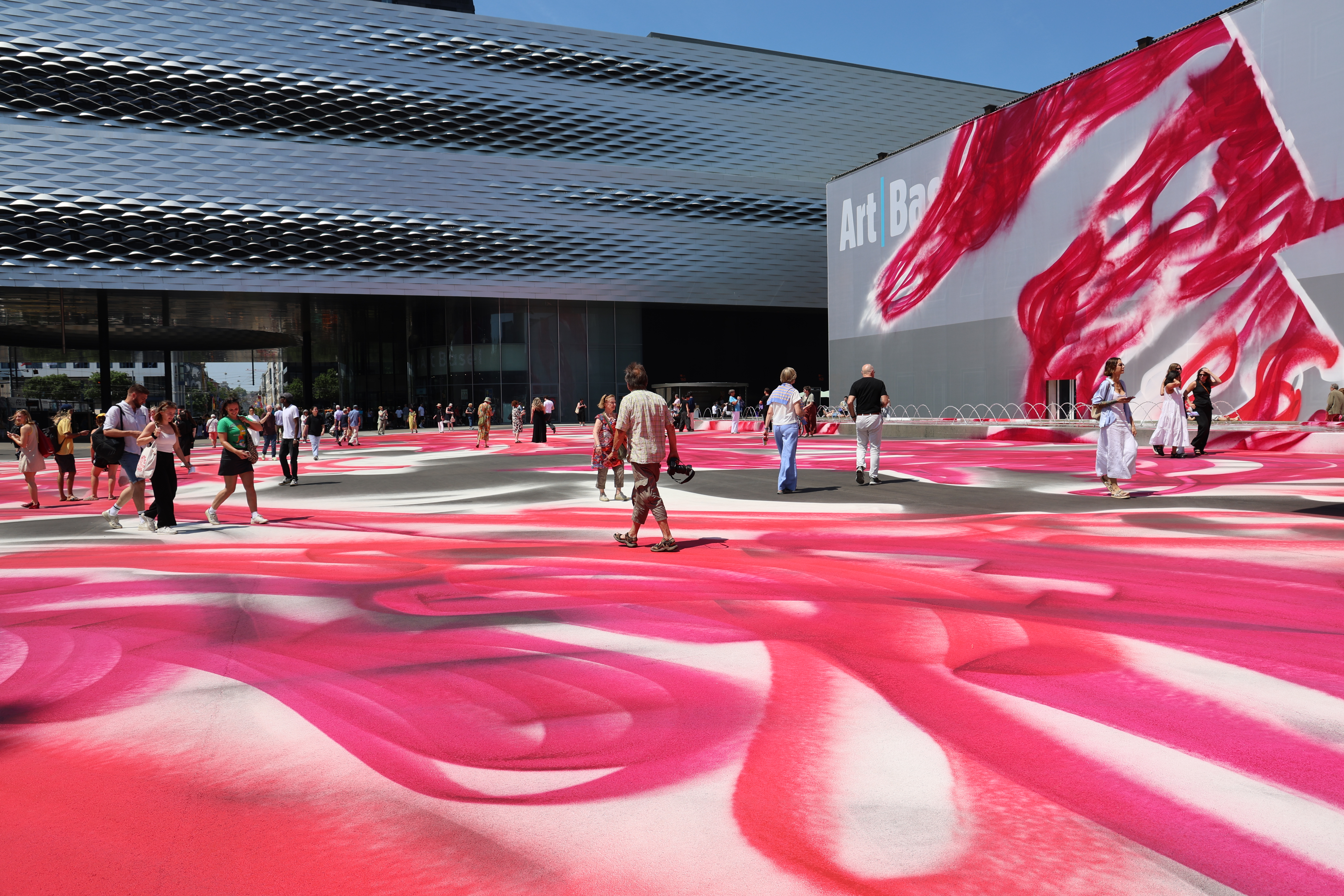
Choir, Installation von Katharina Grosse auf dem Messeplatz der Art Basel (2025)
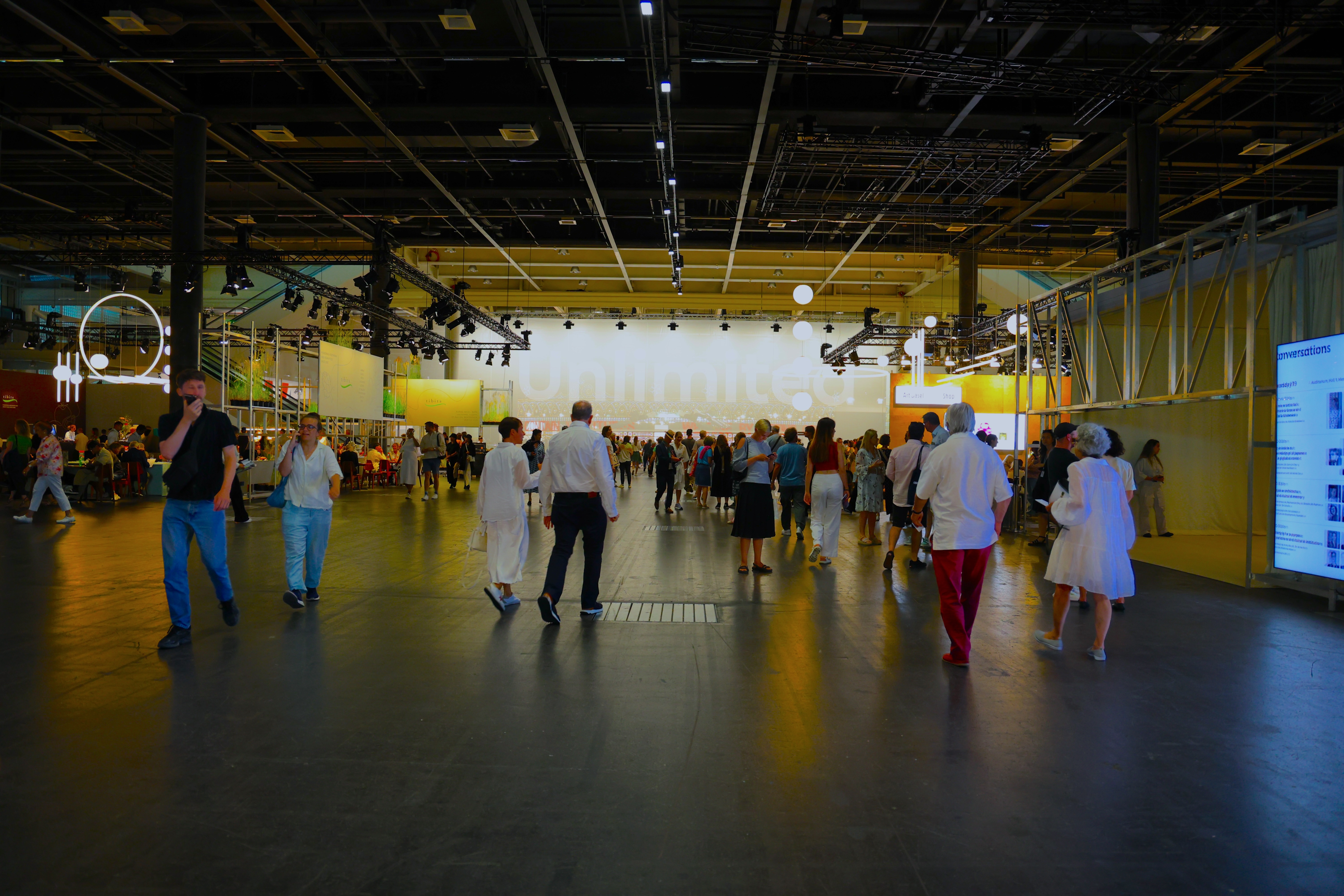
Eingang Halle 1 Art Basel (2025)
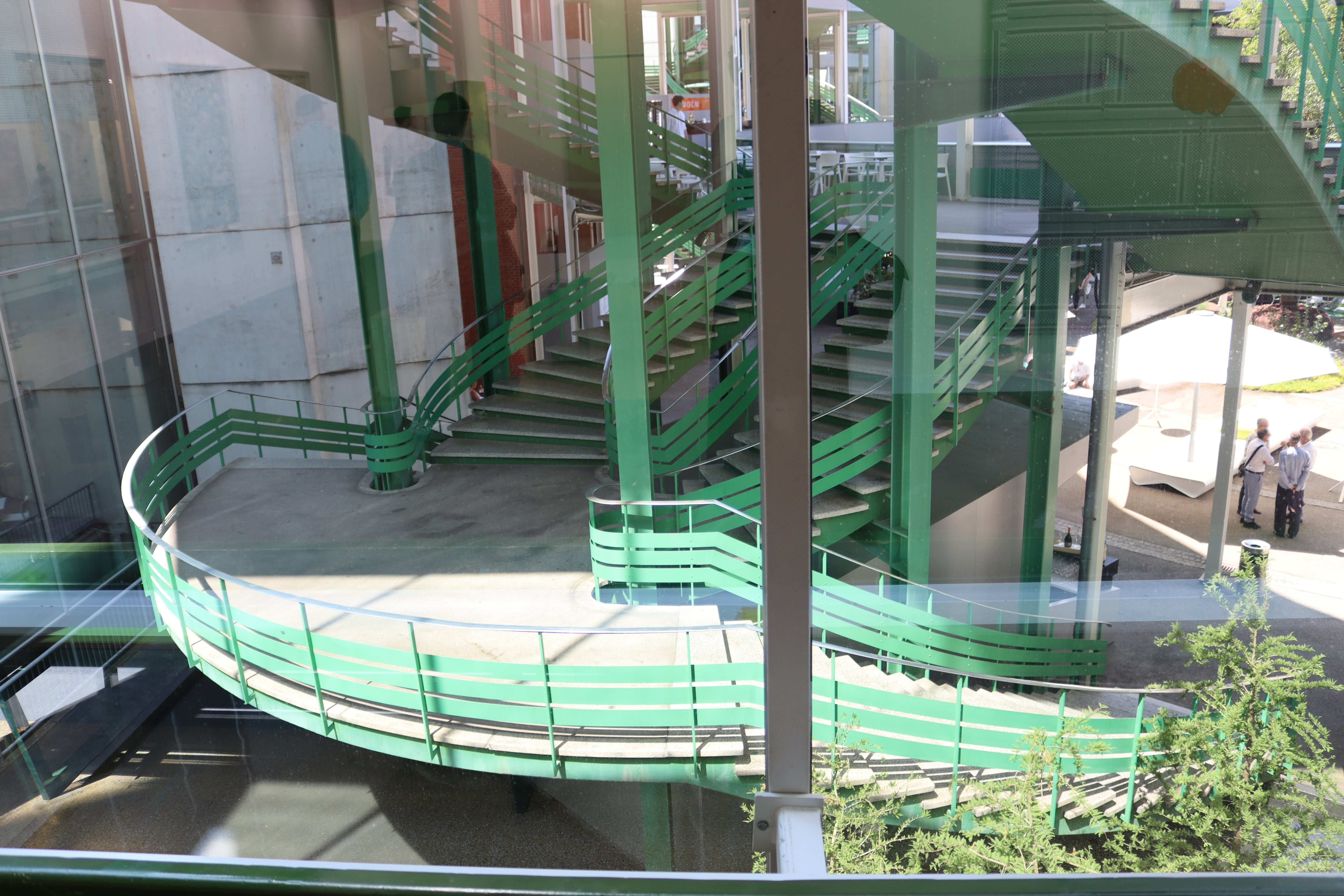
Art Basel (2025)
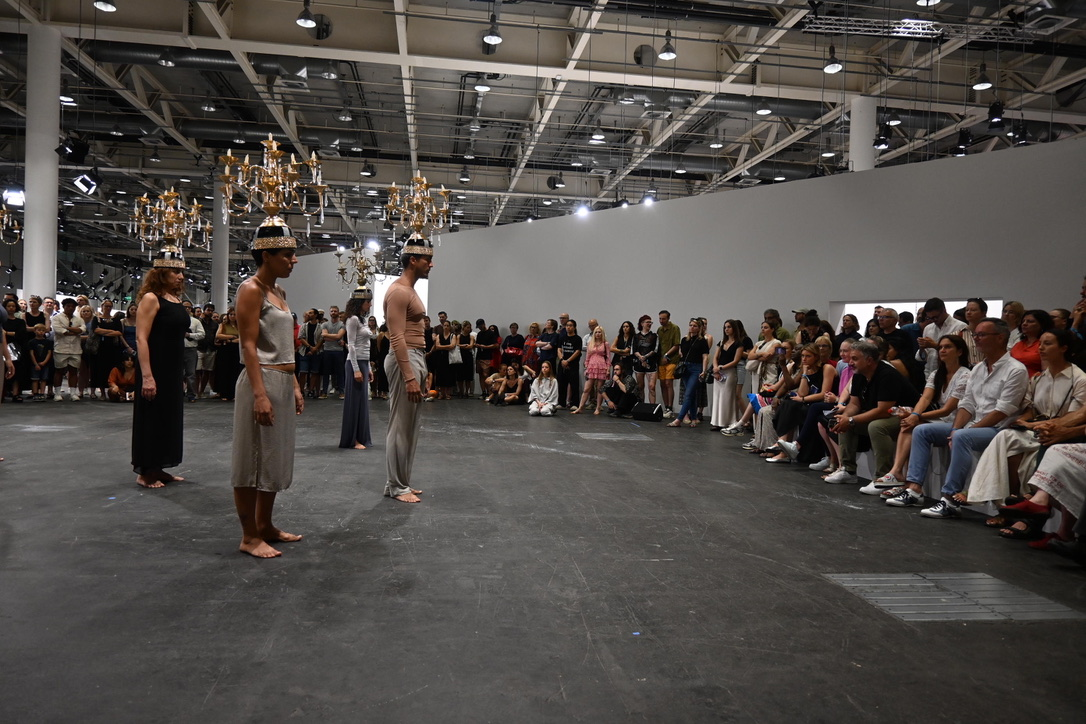
Nasa4nasa’s Sham3dan (Candelabra) an der Art Basel (2025)
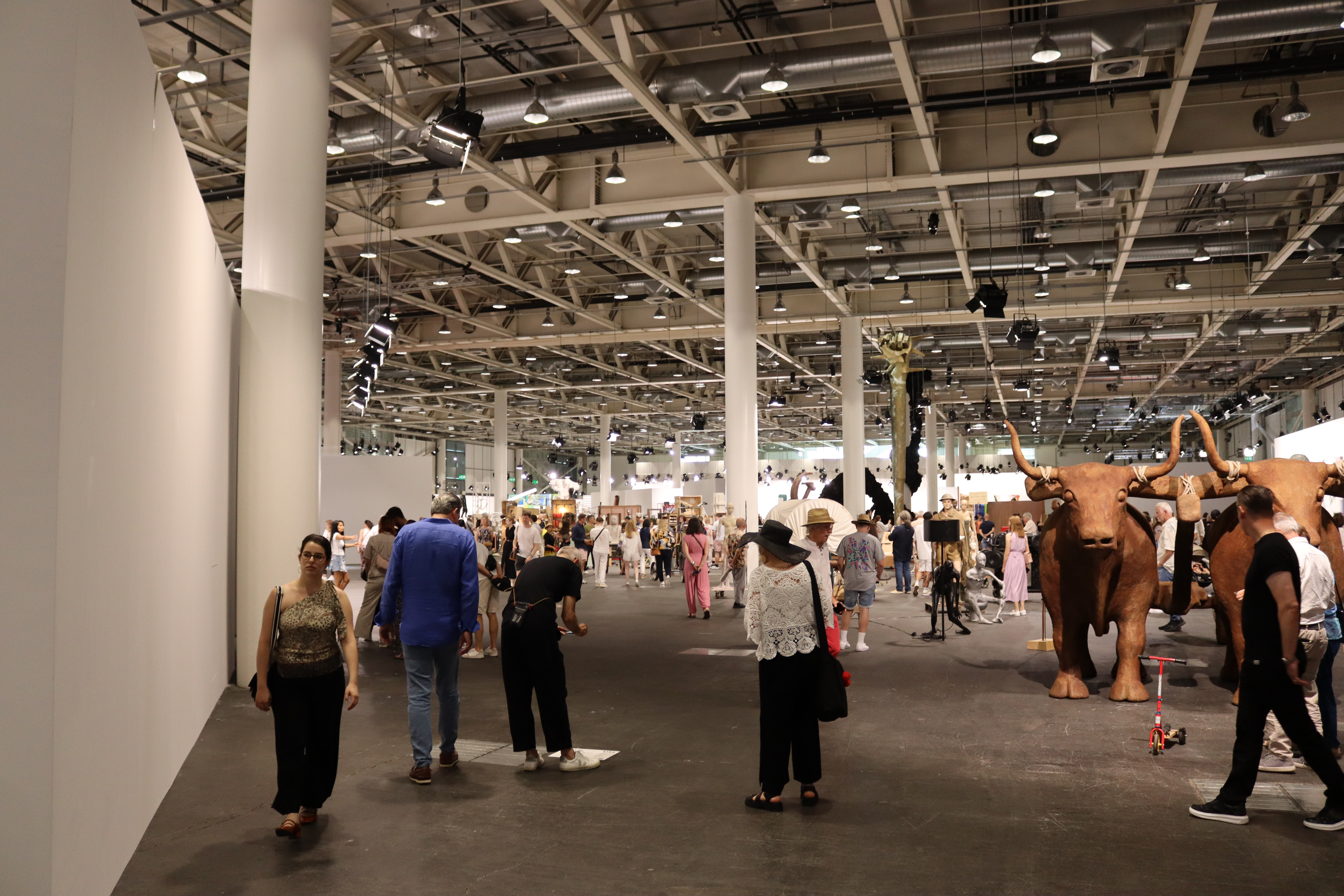
Art Basel (2025)
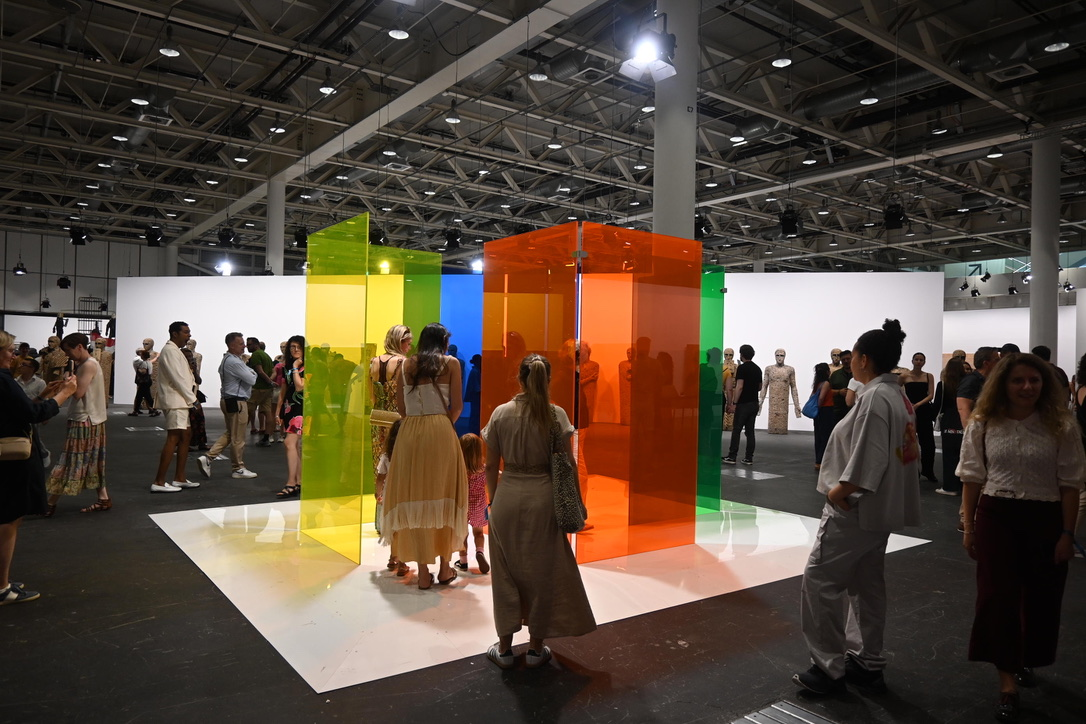
Labyrinthe de Transchromie à Paris 1965, von Carlos Cruz-Diez 2017 an der Art Basel (2025)
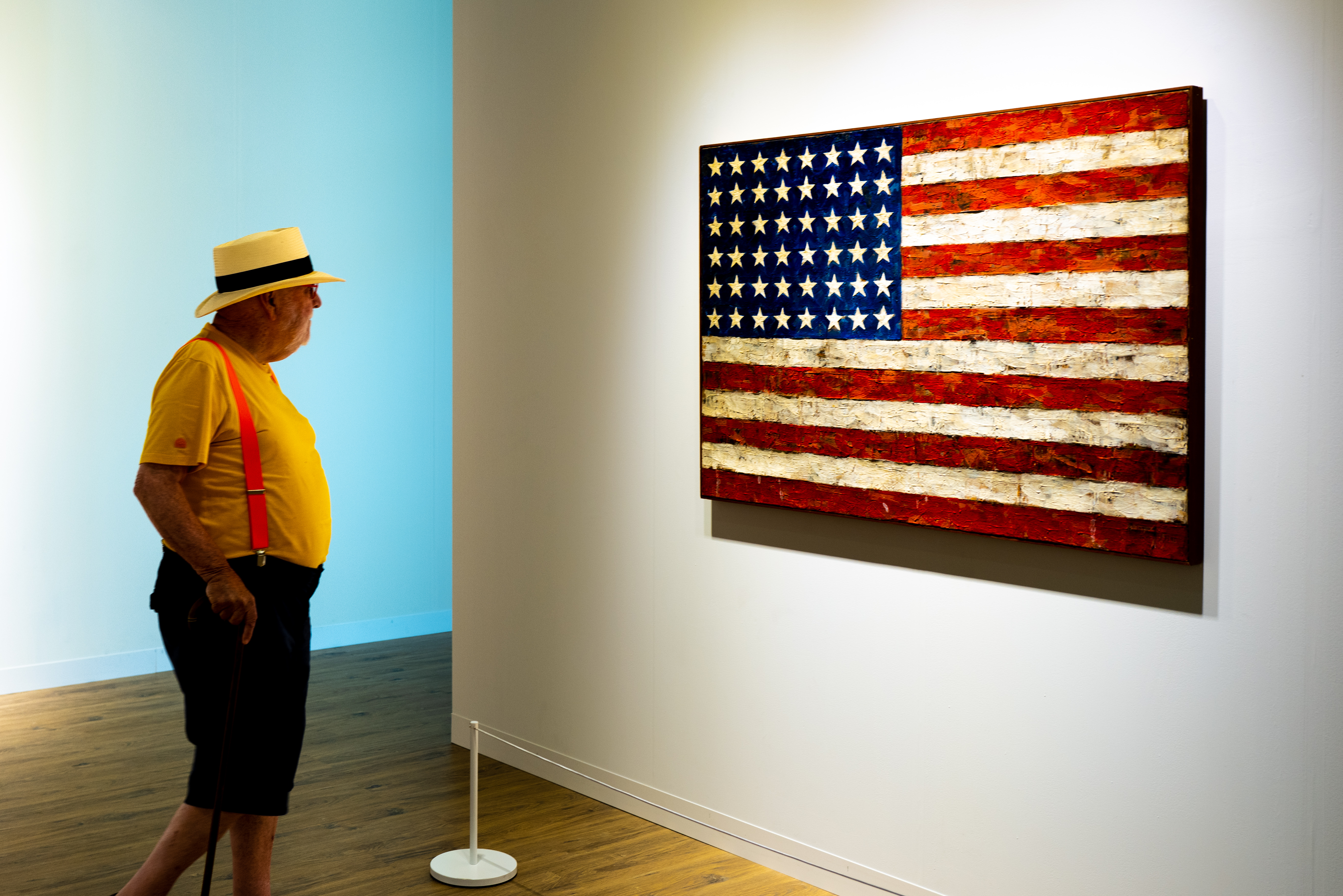
Art Basel (2022)

## Internationale Austragungsorte

### Art Basel in Miami Beach

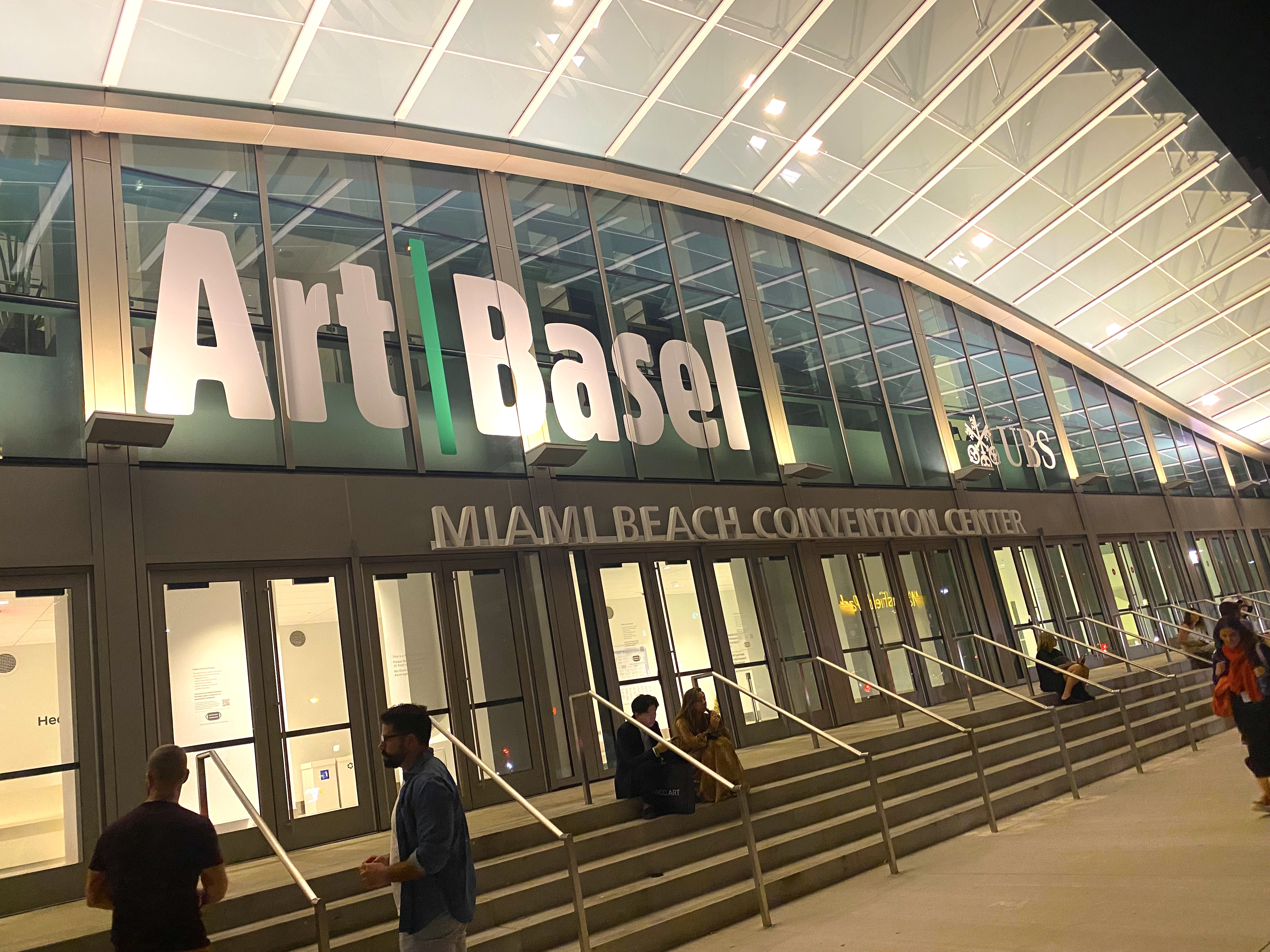
Art Basel Miami Beach (2021)

Die US-amerikanische Ausgabe der Art Basel steht unter Leitung von Noah Horowitz, Director Americas. Die Art Basel in Miami findet seit 2002, mit einem Jahr Verzögerung nach den Anschlägen von New York, jeden Dezember statt. Im Jahr 2019 nahmen 269 Galerien aus 29 Ländern teil. Es kamen 81'000 Sammler, Künstler, Händler, Kuratoren, Kritiker und Kunstfreunde.

### Art Basel in Hongkong
Die Art Basel in Hongkong unter der Regie von Adeline Ooi, Director Asia, ist die grösste jährliche Kunstmesse Asiens. Seit ihrer Premiere im Jahr 2013 im Hong Kong Convention and Exhibition Centre (HKCEC) findet sie jedes Frühjahr statt. 2019 nahmen 242 Galerien aus 35 Ländern teil. 88'000 Künstler, Sammler, Museumsdirektoren, Kuratoren und Kunstfreunde besuchten die Art Basel Hong Kong 2019. 2023 konnte sie seit 2019 erstmals wieder ohne die Einschränkungen stattfinden, die durch die COVID-19-Pandemie bedingt waren.

### Art Basel in Paris
Nach internationaler Ausschreibung gewann die Art Basel den Zuschlag, ab Oktober 2022 die jährliche Pariser Messe für moderne Kunst im Grand Palais Éphémère (bzw. nach der Renovierung im Grand Palais) auszurichten. Zuvor war die Foire internationale d’art contemporain (FIAC) die führende Messe für moderne Kunst in Frankreich.

### Art Basel Qatar
Im Mai 2025 gab die MCH Group bekannt, dass Art Basel, Qatar Sports Investments (QSI) und QC+ gemeinsam einen weiteren Ableger der Kunstmesse in Doha, der Hauptstadt des Emirats Katar, lancieren. Die Art Basel Qatar wird erstmals im Februar 2026 stattfinden.

## Initiativen
Die Art-Basel-Initiativen konzentrieren sich auf die breitere Kunstwelt. Art Basel hat vier Hauptinitiativen: Art Basel Cities, BMW Art Journey, Crowdfunding und The Art Market.
- Art Basel Cities ist ein Projekt, in dem Art Basel und Partnerstädte weltweit ein kulturelles Programm im Laufe des Jahres kreieren.[18][19][20] Art Basel, lokale Kunstakteure der Stadt und Beamte der Stadt setzen sich zusammen und entwickeln sowohl ein Programm in Einklang mit der Stadt als auch langfristige kulturelle Entwicklungsziele. Diese Initiative wurde während der Hongkong-Ausgabe der Art Basel im Jahr 2016 ins Leben gerufen. Städte, die sich für eine Zusammenarbeit interessieren, können sich über einen Online-Fragebogen bewerben. Die erste Partnerstadt ist Buenos Aires.[21]

- BMW Art Journey Award ist eine globale Initiative von Art Basel und BMW, um aufstrebende Künstler weltweit zu unterstützen. Alle Künstler, die in den jungen Sektoren «Positions» (deutsch «Positionen») und «Discoveries» (deutsch «Entdeckungen») der Art Basel in Miami Beach und Hongkong ausstellen, können sich bewerben. Zwei Jurys, besetzt mit international anerkannten Experten, wählen je drei Künstler für die engere Auswahl (englisch shortlist) der Auszeichnung aus. Diese können dann ihre Reisevorschläge einreichen, um ihre künstlerischen Ideen und ihre Umsetzung weiterzuentwickeln.[22]

- Die Crowdfunding-Initiative ist eine Partnerschaft zwischen Kickstarter und Art Basel. Das Ziel ist, Sichtbarkeit und Unterstützung in der ganzen Welt für nichtkommerzielle künstlerische Projekte zu generieren. Die Projekte umfassen Künstleraufenthalte, Bildungsprogramme, lokale Ausstellungen im öffentlichen Raum und andere innovative künstlerische Projekte. Die Auswahl trifft eine unabhängige Jury bestehend aus drei Spezialisten aus der nichtkommerziellen Kunstwelt.[23][24]

- The Art Market ist eine jährliche Studie, die den globalen Kunstmarkt analysiert. Der erste Report erschien 2017.[25]